# Steven T. Seagle
Steven T. Seagle (Biloxi, 31 marzo 1965) è un fumettista, sceneggiatore e produttore televisivo statunitense.
Conosciuto in campo fumettistico per il graphic novel autobiografico È un aereo... e le serie Sandman Mystery Theatre e House of secrets, pubblicati dalla DC Comics/Vertigo. È uno dei fondatori del collettivo Man of Action, con il quale ha co-creato le serie animate Ben 10, Generator Rex e Mega Man: Fully Charged. In qualità di sceneggiatore e produttore ha collaborato con la Marvel/Disney alle serie animate Avengers Assemble e Ultimate Spider-Man.

## Carriera
Il suo debutto nel mondo dei fumetti avviene nel 1987, con la pubblicazione della miniserie Kafka, disegnata da Stefano Gaudiano e pubblicata da Renegade Comics, la quale riceve una nomination come miglior miniserie agli Eisner Award. Ad essa seguono Jaguar Story, disegnata da Mike Allred e mai pubblicata, The Amazon, disegnata da Tim Sale e pubblicata dalla Comico, e Solstice, disegnata Justin Norman e Moritat e pubblicata prima dalla Watermark Press e poi dalla Image Comics.
Comincia a lavorare per la Vertigo nel 1993, creando con Matt Wagner e Guy Davis la serie Sandman Mystery Theatre e, nel 1996, House of Secrets; quest'ultima segna l'inizio del sodalizio con il disegnatore danese Teddy Kristiansen. Grazie ai suoi lavori per la Vertigo ottiene l'incarico di scrivere le serie Alpha Flight e Uncanny X-Men per la Marvel Comics, che abbandonerà per divergenze creative. Durante il periodo alla Marvel conosce lo sceneggiatore Joe Kelly, stringendo con questi una forte amicizia. Con quest'ultimo, Joe Casey e Duncan Rouleau fonda nel 2000 il Man of Action Studios, cominciando la sua carriera di produttore e sceneggiatore al di fuori dell'ambito fumettistico, curando lo script del videogioco X-Men Legends della Activision e creando per Cartoon Network le serie Ben 10 e Generator Rex.
Nel 2004 dà vita alla graphic novel È un aereo... disegnata da Teddy Kristiansen e pubblicata da Vertigo, che ottiene un buon riscontro da parte della critica ed una vittoria agli Eisner Award nella categoria miglior pittore/pagine interne. Sempre sotto l'etichetta Vertigo pubblica nel 2006 la serie American Virgin, disegnata da Becky Cloonan e cancellata 2008.
Dal 2012 collabora con il network Disney XD alla produzione e alla scrittura delle serie animate Ultimate Spider-Man e Avengers Assemble.
Nel 2014 esce nelle sale il classico Disney Big Hero 6, liberamente ispirato all'omonima serie a fumetti creata dallo stesso Seagle e Duncan Rouleau nel 1998 per la Marvel Comics. Tuttavia, i due scrittori non vengono menzionati nell'edizione Blu-Ray del film e nel libro Art of Big Hero 6, cosa che porta lo sceneggiatore a criticare entrambi i prodotti.

## Opere
- Kafka #1–6 (con Stefano Gaudiano, Renegade Press, 1987)
- Jaguar Stories #1–12 (con Mike Allred)[4]
- The Amazon #1–3 (con Tim Sale, 1989)
- Grendel v2 #40: "Grendel Tales Preview: Devil Worship" (con Ho Che Anderson, 1990)
- In Thin Air: The Mystery of Amelia Earhart (con Ken Holewczynski, Tome Press, one-shot, 1991)
- Asylum #1: "Blood Brothers" (con Duncan Eagleson, antologia, 1993)
- Captain Satan #1–2 (con Sean Shaw, 1994)
- Solstice #1–2 (con Justin Norman, Watermark Press, 1995)
- Oni Double Feature #10–11: "Drive-By" (con Jan Solheim, antologia, Oni Press, 1998–1999)
- Genius (con Teddy Kristiansen, graphic novel, 128 pagine, First Second, 2013)

### Wildstorm
- WildC.A.T.s #8: "Voodoo: Passed Lives" (con Travis Charest,1994)
- Grifter (1995-1996)
- Grifter/The Mask #1–2 (con Luciano Lima, Dark Horse, 1996)
- Warblade: Endangered Species #1–4 (con Scott Clark, 1995)
- Stormwatch (1994-1995)
- Voodoo/Zealot: Skin Trade (con Michael Lopez, one-shot, 1995)
- Allegra #1–4 (con Scott Clark, 1996)

### DC Comics
- Justice League Quarterly (1994-1995, antologia):
- Primal Force #0–14 (con Ken Hooper e Nick Choles, 1994–1995)
- Hawkman #18: "Identity" (con Steve Ellis, 1995)
- Showcase '95 #3: "Reunions" (con Shannon Gallant, antologia, 1995)
- Green Lantern: Brightest Day, Blackest Night (con John K. Snyder III, one-shot, 2002)
- 9-11 Volume 2: "Unreal" (con Duncan Rouleau, antologia graphic novel, 2002)
- Superman: The 10-Cent Adventure and v2 #190–200 (con Scott McDaniel e vari artisti, 2003–2004)
- Solo #8: "The Good Book" (con Teddy Kristiansen, 2006)
- Cartoon Network Action Pack #6: "Ben 10: Snow Blind" (come Man of Action, con Darío Brizuela, Johnny DC, 2006)
- DC Infinite Halloween Special: "Small Evil" (con John Paul Leon, antologia, 2007)
- Superman/Batman #75: "It's a Bat..." (con Teddy Kristiansen, 2010)

### Vertigo
- Sandman Mystery Theatre #13–70 + Annual #1 (con Matt Wagner (#13–60), Guy Davis (art: #13–32, 37–44, 49–56, 61–70), Warren Pleece (art: #33–36), Matthew Dow Smith (art: #45–48), Michael Lark (art: #57–60) e Paul Rivoche (art: Winter's Edge #2), 1994–1999)
- House of Secrets (con Teddy Kristiansen, Duncan Fegredo (#6), D'Israeli (#16) e Pander Brothers (#20))
- Heartthrobs #1: "Diagnosis" (con Tim Sale, antologia, 1999)
- Flinch #9: "Sitter!" (con John Estes, antologia, 2000)
- Sleepy Hollow Movie Adaptation (con Washington Irving e Kelley Jones, one-shot, 2000)
- The Crusades (con Kelley Jones, 2001–2002)
- Vertical (con Mike Allred e Philip Bond, one-shot, 2003)
- È un aereo... (con Teddy Kristiansen, graphic novel 2004)
- Constantine Movie Adaptation (con Ron Randall e Peter Gross, one-shot, 2005)
- American Virgin (con Becky Cloonan e Ryan Kelly (#18–19), 2006–2008)
- House of Mystery #42: "Book Report" (con Teddy Kristiansen, 2011)
- Vertigo Quarterly: CMYK #4: "Fade" (con Teddy Kristiansen, antologia, 2015)

### Marvel Comics
- Alpha Flight v2 #−1, 1–20 e Annual '98 (con Anthony Winn (art: #−1 and 10), Scott Clark (art: #1–5 and 7–8), Bryan Hitch (art: #6), Roger Cruz (art: #9), Joe Casey (plot: #11 and Annual '98), Tom Raney (art: Annual '98), Ariel Olivetti (art: #11), Duncan Rouleau (art: #12 and 14–20; script: #17–20) e Ashley Wood (art: #13), 1997–1999)
- X-Men v2 #68: "Heart of the Matter" (con Scott Lobdell e Pasqual Ferry, 1997)
- Uncanny X-Men #350–365 (con Scott Lobdell (plot: #350), Joe Madureira (art: #350), Ed Benes (art: #351), Cully Hamner/Tommy Lee Edwards/Darryl Banks/Terry Dodson/J. H. Williams III/John Cassaday (art: #352), Chris Bachalo (art: #353–356, 358–360, 362–363 and 365), Dan Norton (art: #357), Joe Harris (script: #358), Joe Kelly (script: #359), Steve Skroce (art: #361), Ralph Macchio (script: #364) e Leinil Francis Yu/Pasqual Ferry (art: #364), 1997–1999)
- X-Men: The Hunt for Professor X (2015)
- X-Men: The Trail of Gambit (2016)
- X-Men: Blue (2017)

### Image Comics
- Soul Kiss #1–5 (con Marco Cinello, 2009)
- Frankie Stein (con Marco Cinello, graphic novel, 48 pagine, 2010)
- Madman 20th Anniversary Monster: "Eternity!!!" (con Teddy Kristiansen, antologia, 264 pagine, 2011)
- The CBLDF Presents: Liberty Annual '12: "free" (con Marco Cinello, antologia, 2012)
- Batula (con Marco Cinello, graphic novel, 48 pagine, 2012)
- The Red Diary/Re[a]d Diary (con Teddy Kristiansen, flip-book graphic novel, 144 pagine, 2012)
- Imperial #1–4 (con Mark Dos Santos, 2014)
- Camp Midnight (con Jason Adam Katzenstein, graphic novel, 248 pagine, 2016)
- Get Naked (280 pagine, 2018)

### Dark Horse
- Grendel Tales: The Devil in Our Midst #1–5 (con Paul Grist, 1994)
- Dark Horse Presents:
  - "My Vagabond Days" (con Stefano Gaudiano, in #113, Annual '98 and 137–138, 1996–1998)
  - "Predator: Bump in the Night" (with Duncan Rouleau, in #124, 1997)
  - Grendel Tales Omnibus "Devil Worship" & "Devil in Our Midst" (2017)
  - Dark Horse Comics/DC Comics: The Mask "Grifter/Mask" (2017)

## Filmografia

### Televisione
- Ben 10 – Co-Creatore (come MAN OF ACTION), sceneggiatore – Cartoon Network
- Carnival – Creatore, sceneggiatore – FOX/Spelling Entertainment (mai prodotta)
- Dot's Bots – Co-Creatore – Mainframe Animation
- Generator Rex – Co-Creatore (come MAN OF ACTION), sceneggiatore – Cartoon Network
- Sex TV – intervistato – CTV

### Film
- House of Secrets – Creatore, sceneggiatore – Warner Brothers/Marc Canton Productions (mai prodotto)
- Ben 10: Corsa contro il tempo – Co-Creatore (come MAN OF ACTION) – Cartoon Network
- Ben 10: Alien Swarm – Co-Creatore (come MAN OF ACTION) – Cartoon Network
- Ben 10 - Il segreto dell'Omnitrix – Co-Creatore (come MAN OF ACTION) – Cartoon Network

## Videogiochi
- X-Men Legends - Sceneggiatore - Activision